# Kellyn Acosta
Kellyn Acosta (Plano, 24 juli 1995) is een Amerikaans voetballer die als rechtsback of defensieve middenvelder speelt. Hij debuteerde in 2013 in het betaald voetbal in het shirt van FC Dallas.

## Clubcarrière
Acosta is een product van de jeugdopleiding van FC Dallas en tekende in juli van 2012 een contract bij het eerste team. Op 4 augustus 2013 maakte hij in een met 3–0 verloren wedstrijd tegen Seattle Sounders zijn debuut voor Dallas. Acosta ontwikkelde zich in positieve zin en werd dan ook al snel de startende rechtsback voor Dallas.

## Statistieken
| Seizoen | Club            | Land             | Competitie          | Wed. | Doelp. |
| ------- | --------------- | ---------------- | ------------------- | ---- | ------ |
| 2013    | FC Dallas       | Verenigde Staten | Major League Soccer | 13   | 0      |
| 2014    | FC Dallas       | Verenigde Staten | Major League Soccer | 16   | 0      |
| 2015    | FC Dallas       | Verenigde Staten | Major League Soccer | 24   | 3      |
| 2016    | FC Dallas       | Verenigde Staten | Major League Soccer | 34   | 2      |
| 2017    | FC Dallas       | Verenigde Staten | Major League Soccer | 23   | 3      |
| 2018    | FC Dallas       | Verenigde Staten | Major League Soccer | 13   | 1      |
| 2018    | Colorado Rapids | Verenigde Staten | Major League Soccer | 12   | 2      |
| 2019    | Colorado Rapids | Verenigde Staten | Major League Soccer | 31   | 2      |
| 2020    | Colorado Rapids | Verenigde Staten | Major League Soccer | 16   | 2      |
| Totaal  | Totaal          | Totaal           | Totaal              | 182  | 15     |

Bijgewerkt op 7 februari 2021

## Interlandcarrière
Acosta heeft voor meerdere jeugdelftallen van de Verenigde Staten gespeeld en was de jongste speler in de Amerikaanse selectie dat deelnam aan het WK onder 20 in 2013. Op 31 januari 2016 debuteerde Acosta in de hoofdmacht van de Amerikanen tijdens een oefeninterland tegen IJsland. In 2017 won Acosta met de Amerikaanse selectie de CONCACAF Gold Cup en in 2021 werd de CONCACAF Nations League gewonnen.

## Erelijst
FC Dallas
- Lamar Hunt U.S. Open Cup: 2016
- MLS Supporters' Shield: 2016

 Verenigde Staten
- CONCACAF Gold Cup: 2017, 2021
- CONCACAF Nations League: 2019/20

1 Turner ·
2 Dest ·
3 Zimmerman ·
4 Adams  · 
5 Robinson ·
6 Musah ·
7 Reyna ·
8 McKennie ·
9 Ferreira ·
10 Pulisic ·
11 Aaronson ·
12 Horvath ·
13 Ream ·
14 De la Torre ·
15 Long ·
16 Morris ·
17 Roldan ·
18 Moore ·
19 Wright ·
20 Carter-Vickers ·
21 Weah ·
22 Yedlin ·
23 Acosta ·
24 Sargent ·
25 Johnson ·
26 Scally ·
Coach: Berhalter